# Мир наизнанку
«Мир наизнанку» (укр. Світ навиворіт) — украинская познавательная телепрограмма о путешествиях в различные страны мира. Авторский проект журналиста и путешественника Дмитрия Комарова. Первый премьерный выпуск состоялся на телеканале «1+1» 11 декабря 2010 года. Повторные показы программы выходят на Украине, в Белоруссии, Израиле, Германии,  Литве, Таиланде, Молдавии, Латвии, а также выходили в России.

## О программе
«Мир наизнанку» показывает нетуристические и малоизученные регионы планеты. Автор проекта Дмитрий Комаров в своих репортажах фокусируется прежде всего на обратной стороне жизни страны, которую обычно не видят туристы. Если же репортаж делается в известной туристической точке, то её раскрывают для зрителя с необычного ракурса, с «изнанки».
Каждый сезон телепроекта «Мир наизнанку» посвящён одной стране или географическому региону.

### Съёмочная группа
Съёмочная группа состоит всего из двух человек — ведущего Дмитрия Комарова и оператора Александра Дмитриева. Уже по прилёте на место съёмок к Дмитрию и Александру присоединяется местный гид-переводчик, и дальше команда путешествует втроём.
«Вдвоём мы можем арендовать один мопед и забраться куда угодно. Втроём с гидом мы всегда вмещаемся в одну машину, что делает группу мобильной. Но самое главное — маленькая съёмочная группа не пугает людей, и помогает показать атмосферу максимально реалистично. Представьте, что в дикое племя приезжает два микроавтобуса, и десять человек достают освещение, штативы технику. Продолжит ли племя заниматься своими делами? Конечно, нет. Их внимание будет приковано к группе. Съёмка в таком случае может быть только постановочной. А когда приезжают два молодых пацана с обычными фотоаппаратами, с местным гидом — это не вызывает никаких подозрений. Мы не похожи на телевизионную группу и не пугаем людей. Часто даже представляемся студентами, чтобы не смущать. Телевидения всё-таки многие боятся», — рассказал Комаров на своей творческой встрече.

### Подготовка
Перед вылетом Дмитрий с коллегами в Киеве изучает всю доступную информацию о стране, а по прилёте проводит ещё дополнительную подготовку. Совместно с местными гидами, экспертами по стране, этнографами и дипломатами, которые долго там работают, в первые дни Дмитрий составляет приблизительный маршрут.
«Изначально в Киеве я штудирую интернет и все открытые источники, будь то журналы, книги или путеводители. Таким образом, составляется сразу два списка. Первый — места, в которые ехать нужно обязательно, второй — куда ехать не нужно ни в коем случае. Если речь идёт о туристических местах, то, как правило, я стараюсь подойти к ним с обратной стороны, найти ракурс, в котором туристы это место ещё не видели», — рассказал Дмитрий Комаров.

### Отсутствие сценариев
Чёткого сценария, как принято при создании телепрограмм, в «Мире наизнанку» не существует. Отсутствие заранее прописанных сценариев — главная особенность проекта. Многие темы появляются экспромтом, уже в процессе съёмок. Это делает программу максимально живой и реалистичной. По сути зритель просто следит за приключениями съёмочной группы и видит то, что обычно остается за кадром: подготовку к сложным съёмкам, непредвиденные ситуации, диалоги. Камера просто фиксирует всё, что происходит.
«Бывает, едешь — и видишь в окно что-нибудь эдакое, останавливаешься — и начинаешь снимать. Не менее половины тем находятся уже в стране съёмок по принципу „язык до Киева доведёт“. По приезде я общаюсь иногда даже с десятками гидов, этнографами, дипломатами. Мы составляем приблизительный маршрут — и так находятся темы, о которых в Интернете ни слова.
Страна сама подхватывает нас и сама пишет сценарий. Такой, что сами бы мы никогда не придумали», — рассказывает Дмитрий на мастер-классах.

### Экспедиции
Каждая экспедиция «Мира наизнанку» длится несколько месяцев. Обычно в стране Дмитрий и Александр проводят от 60 до 120 дней, однако экспедиция в Бразилию стала рекордной — она длилась 203 дня. Очень часто съёмки проходят в походных условиях, вдали от цивилизации и комфорта. В поисках интересных репортажей Дмитрий и Александр месяцами живут в джунглях вместе с племенами, проводят экспедиции в горах и пустынях, совершают восхождения на горные вершины. Часто проводят собственные журналистские расследования. Они никогда заранее не покупают билеты и не бронируют гостиницы, потому что неизвестно, как пойдут съёмки и сколько придется пробыть в том или ином месте. Часто планы резко меняются, когда встречается интересная тема. Практически в каждой экспедиции приходится несколько раз менять дату обратного вылета, так как появляются новые съёмки.
Ещё одна важная особенность программы — всё, что Дмитрий показывает, он испытывает на себе лично. Это даёт возможность зрителю лучше почувствовать страну и события, представив себя на месте ведущего. Дмитрий осваивает новые профессии, участвует в карнавалах, праздниках, обрядах и церемониях. Рассказывая о кулинарной традиции, Дмитрий обязательно пробует все блюда, даже самые страшные для европейца. Например, вместе с местными жителями Камбоджи он ловил пауков-тарантулов, жарил их и ел, пробовал ядовитую рыбу фугу в Японии и ел личинки насекомых в джунглях. Если в стране происходят важные события, Дмитрий непременно отправляется туда, чтобы увидеть изнутри или же стать участником ликвидации последствий природных катастроф.

### Оператор
Первый экспериментальный сезон «Мира наизнанку» в 2010 году в Камбодже Дмитрий Комаров снимал с оператором Андреем Поливаным. Со второго сезона, который снимался в 2011 году в Индии, работу над проектом начал оператор Александр Дмитриев. Он работает до сегодняшнего дня и по сути является вторым героем программы. Зрители хорошо знают Александра, ведь события происходят при его непосредственном участии. За всю историю проекта Александра Дмитриева только один раз подменял украинский оператор-постановщик Александр Шилов. Это произошло, когда во время непальской экспедиции Комаров и Дмитриев участвовали в спасательных работах на месте авиакатастрофы в горах. Во время поисково-спасательных работ Дмитриев получил серьёзную травму, разрыв коленной связки. Его на вертолёте эвакуировали в госпиталь, а на помощь из Киева срочно прилетел Александр Шилов.

## История создания
Идея создать собственную программу появилась у Дмитрия Комарова во время самостоятельного путешествия по северной части Таиланда в 2008 году. На тот момент он был уже достаточно опытным путешественником, который объездил более 20 экзотических стран. Его самостоятельное путешествие по Индии даже было внесено в Национальный реестр рекордов Украины — своим ходом он преодолел 20 000 км за 60 дней. Но опыта работы на телевидении у Комарова тогда не было. С 17 лет он работал журналистом и фотографом в печатных изданиях (газеты «Теленеделя», «Комсомольская Правда», «Известия в Украине», мужские журналы Playboy и EGO, и другие). В газеты и журналы Комаров готовил в частности репортажи о своих путешествиях. За свои деньги он ехал в незнакомую страну, сам, с фотоаппаратом и ноутбуком, и проводил там по несколько месяцев.
По итогам экспедиций он писал репортажи в СМИ и проводил масштабные фотовыставки.
В 2008 году Дмитрий поехал изучать Юго-Восточную Азию. После поездки в Камбоджу он перебрался на север Таиланда и месяц изучал нетуристические поселения на границе с Мьянмой.
Как-то на горной дороге был обвал, и мне пришлось оставить свой старенький арендованный джип «Судзуки Самурай» и пойти пешком вместе с племенными жителями, которые тоже не смогли на автобусах проехать дальше. В какой-то момент нужно было вброд перейти реку, по пояс в воде. Рядом со мной шли женщины в племенных традиционных нарядах, несли на руках детей. Всё это было посреди джунглей и выглядело невероятно экзотично. Я фотографировал, и в этот момент появилась мысль — как же хочется показать трёхмерность, объёмность тех уникальных вещей, которые я вижу. Фотоаппарата, диктофона и ноутбука мне сейчас явно недостаточно, надо снимать программу.Дмитрий Комаров
От этой мысли до первого выпуска программы прошло меньше 2 лет. На тот момент у Комарова не было никаких связей на телевидении и опыта производства программ. Он начал с названия проекта, которое придумал на украинском курорте минеральных вод Схидница, возле Трускавца.
После трёх месяцев в первой индийской экспедиции я сильно подорвал своё здоровье. И врач сказал мне: тебе надо попить минеральной воды, езжай в Трускавец. Я сторонник экстремального отдыха, всю жизнь занимался фрирайдом, и должен был как-то оправдать для себя самого такое решение — провести спокойный отпуск, пить водичку. Поэтому решил, что еду писать бизнес-план своей программы. Я арендовал маленькую комнату в деревянном срубе и начал с названия. Их было, наверное, 50 или 70, и всё не то. Чего там только не было: „Обратная сторона планеты“, „Другая планета“, „Не такая планета“. И вот появилось слово „наоборот“, а потом „изнанка“. И тут пришло озарение: „Мир наизнанку“. В этот момент я понял, что поезд тронулся и всё будет хорошо.Дмитрий Комаров
Потом Комаров с бизнес-планом стал обращаться на украинские телеканалы, искать финансирование, но везде получал отказ. До тех пор, пока случайно не познакомился с генеральным директором телеканала «Сити» и одним из продюсеров «1+1». Тот сразу понял, что проект имеет огромный потенциал, и сказал, что хотел бы посмотреть на эту программу, как она будет выглядеть. Но вкладывать средства в эксперимент с участием журналиста без телевизионного опыта никто рисковать не хотел. Дмитрий нашел средства, рискнул и поехал в Камбоджу, чтобы снять пилотный проект самостоятельно.
Хорошо помню момент, когда вернулся из экспедиции. Я думал, что достаточно снять, а дальше всю работу сделают за меня редактора, режиссёры и другие люди. Но это оказалось совсем не так. Мне дали компьютер и сказали: у тебя 2 недели. Покажи, что ты можешь сделать, и мы решим, нужен ли ты нам. Как сейчас помню эти ощущения, когда передо мной 300 часов видео, а я понятия не имею, что с ним делать, как создавать сценарии и программы. Режиссёр монтажа Виталий Нарышкин, единственный помощник, которого закрепили за мной, посмотрел на меня скептически, как на новичка, и сказал, что будет только монтировать, и то если я дам сценарий. Было ощущение полной безнадежности — что делать? И тогда я решил не по правилам, а по внутренним ощущениям сделать программу, которую мне самому было бы интересно увидеть по телевизору. Я писал сценарий, делал всё с точки зрения телевизионщиков неграмотно, и через две недели недосыпа и стресса мы сделали первую экспериментальную программу.Дмитрий Комаров
Комаров был уверен, что делает проект для киевского телеканала «Сити». Но, увидев программу, продюсер сразу предложил разместить его на телеканале «1+1», одном из самых рейтинговых в Украине.
После того, как я сдал серию, я не мог думать больше ни о чём. Очень переживал, понравится ли каналу, не пропадёт ли работа. И вот мне звонит продюсер и говорит: первый эфир 11 декабря на „1+1“ Я не поверил в то, что слышу. Переспросил. Оказалось, правда. Так всё и началось.Дмитрий Комаров
Первый сезон программы был посвящён Камбодже и состоял из 7 выпусков. Оператором выступил Андрей Поливаный, а Дмитрий Комаров совмещал в себе роль ведущего, сценариста, редактора, режиссёра. Абсолютно вся работа по подготовке выпусков была сделана Дмитрием вдвоём с режиссёром монтажа Виталием Нарышкиным. Премьера состоялась на украинском телеканале «1+1» 11 декабря 2010 года.
С 2010 по 2022 год передача транслировалась на разных телеканалах в семи странах мира. В связи со вторжением России на Украину программа прекратила свою трансляцию на российском телевидении. С 15 августа 2022 года программа транслируется на канале «ТЕТ», по будням, в 17:00, с украинским закадровым озвучиванием. Также транслируется на канале «1+1 Украина». В ноябре 2023 вышел новый сезон, посвящённый Украине.

## Сезоны
| Сезон | Страна                                     | Кол-во выпусков | Год        | Дата выхода                       |
| ----- | ------------------------------------------ | --------------- | ---------- | --------------------------------- |
| 1     | Камбоджа                                   | 7               | 2010—2011  | 11 декабря 2010 — 26 января 2011  |
| 2     | Индия                                      | 16              | 2011       | 3 сентября — 17 декабря 2011      |
| 3     | Африка: Танзания, Эфиопия, Занзибар, Кения | 15              | 2012       | 21 апреля — 28 июля 2012          |
| 4     | Вьетнам                                    | 19              | 2013       | 16 февраля — 26 июня 2013         |
| 5     | Индонезия                                  | 22              | 2014       | 1 марта — 3 августа 2014          |
| 6     | Латинская Америка: Мексика, Куба           | 12              | 2015       | 26 марта — 28 июня 2015           |
| 7     | Боливия                                    | 9               | 2015       | 1 сентября — 3 ноября 2015        |
| 8     | Непал                                      | 15              | 2016       | 8 сентября — 22 декабря 2016      |
| 9     | Япония                                     | 15              | 2017       | 7 сентября — 21 декабря 2017      |
| 10    | Бразилия                                   | 37              | 2018—2019  | 31 октября 2018 — 27 ноября 2019  |
| 11    | Китай                                      | 30              | 2020       | 26 января — 6 декабря 2020        |
| 12    | Пакистан                                   | 24              | 2021       | 13 февраля — 23 октября 2021      |
| 13    | Эквадор                                    | 13              | 2021— 2023 | 30 октября 2021 — 18 августа 2023 |
| 14    | Колумбия                                   | 12              | 2023       | 3 марта 2023 — 19 май 2023        |
| 15    | Украина                                    | 12              | 2023       | 17 ноября 2023                    |

## Награды и достижения программы

### Награды
- 2012 — Премия «Фаворит телепрессы—2012» в номинации «Лучшая программа по итогам зрительского голосования».
- 2016 — Статуэтка «Телетриумф» в номинации «Лучший ведущий развлекательной программы»[23].
- 2018 — Премия «Золотой лайк» от телеканала «1+1» в номинации «Реалити года»[24].
- 2018 – Премия «XXL men's Awards» в номинации "Лицо с экрана".[25] 2018 – специальная премия от журнала XXL «Инстаграмм года» за благотворительный проект #Чашка Кофе, который Дмитрий реализует через собственные страницы в социальных сетях.[25]

### Рекорды
- 2006 — Во время путешествия по Индии Дмитрий Комаров преодолел 20 000 км за 60 дней и установил рекорд «максимальный пробег по Индии своим ходом за минимальный срок».
- 2015 — После выхода 100 выпуска программа «Мир наизнанку» была внесена в Национальный реестр рекордов Украины за «наибольшее количество туристических программ, снятых съёмочной группой из двух человек»[26].
- 2018 — Во время тура по городам Украины Дмитрий Комаров раздал 10 185 автографов и установил рекорд «самая массовая официально зарегистрированная автограф-сессия»[27].
- 2016 — Дмитрий и опытный украинский пилот Игорь Табанюк (умерший в 2021) пролетели по городам Украины на небольшом самолёте и установили рекорд «наибольшее количество аэродромов, посещённых за три дня»[28].

Кроме того, программа «Мир наизнанку» инициировала регистрацию рекордов для уникальных героев своих программ:
- 2017 — Непал — 24—летнему Кахендре Тапа Магара, которого называют «Маленьким Буддой», вернули звание «самого маленького мобильного человека» в «Книге рекордов Гиннесса». Его рост 67 см. В 2010 году Кахендра потерял этот титул, поскольку был найден более низкий мужчина. Пересмотр данных, инициированный программой «Мир наизнанку», показал, что Кахендра всё же являлся самым низким человеком в мире. Впоследствии он был повторно внесён в «Книгу рекордов Гиннесса».
- 2018 — Бразилия — Витор Мартинс был внесён в Национальный реестр рекордов Бразилии как «Самый татуированный взрослый человек Бразилии».
- 2019 — Бразилия — Валдир Сегато установил рекорд «Самый большой ненатуральный бицепс Бразилии».
- 2020 — Пакистан — Ахмед Хан установил рекорд «По выпучиванию глаз в Пакистане».